# Baler
Baler é um município de  terceira classe de renda municipal (d) na província Aurora, nas Filipinas. De acordo com o censo de 1 de maio  de  2020 possui uma população de 43 785 pessoas e 10 197 domicílios.